# Jenkins Track
Der Jenkins Track ist eine Outbackpiste im Zentrum des australischen Bundesstaates Western Australia, in der Region Pilbara. Er verbindet die Canning Stock Route und die Wapet Road in  Kunawarritji mit der Gary Junction Road und dem Gary Highway in Gary Junction.
Die Piste verbindet die beiden kleinen Siedlungen am Übergang zwischen der Gibsonwüste und der Großen Sandwüste. Das gesamte Gebiet wurde 2002 den Aborigines der Martu in der Größe von 136.000 km² vom High Court of Australia aufgrund eines Native Titles als exklusiver Besitz zugesprochen. Die einzige Tankmöglichkeit besteht in Kunawarritji.